# Konrad Federlin
Konrad F. Federlin (* 15. August 1928 in Frankfurt am Main; † 31. Januar 2018 in Gießen) war ein deutscher Mediziner.

## Leben
Er studierte Medizin in Frankfurt am Main und Tübingen und legte dort 1952 seine Promotion ab. Er hatte von 1976 bis 1996 den Lehrstuhl für Innere Medizin der 3. Medizinischen Klinik und Poliklinik an der Universität Gießen inne.

## Schriften (Auswahl)
- Immunopathology of insulin. Clinical and experimental studies. Berlin 1971, ISBN 3-540-05408-1.
- mit Günther Sachse und Heinrich Döring: Klinische Aspekte zur Risikobeurteilung des Diabetes mellitus in der Lebensvesicherungsmedizin. Karlsruhe 1982, ISBN 3-88487-031-9.
- Transplantationsversuche mit isolierten Langerhansschen Inseln in der Behandlung des Diabetes mellitus (Typ I). Stuttgart 1998, ISBN 3-515-07405-8.
- Das metabolische Syndrom. Stuttgart 2007, ISBN 3-515-09016-9.